# Nahual

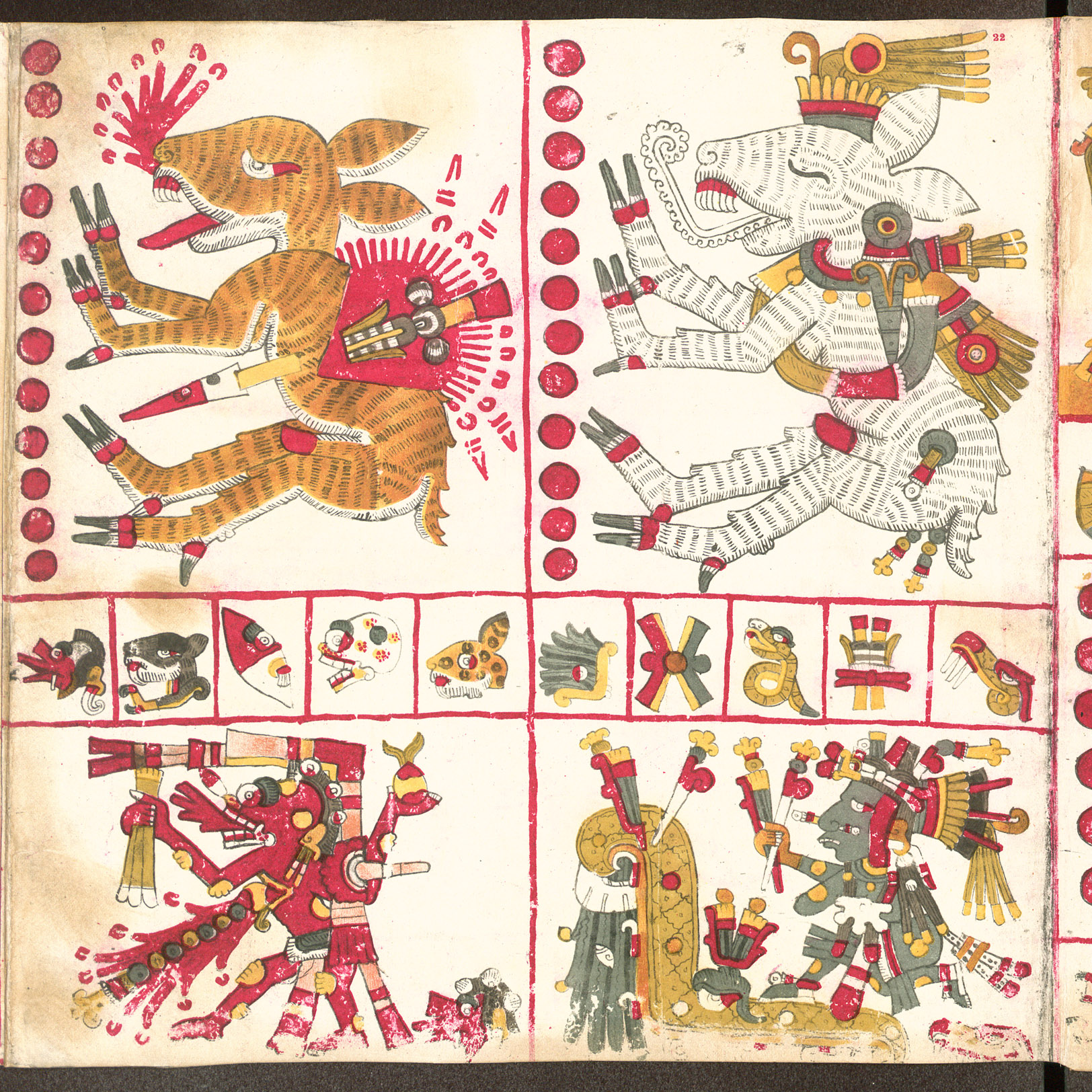
Los nahuales descritos en el Códice Borgia, criaturas metamórficas capaces de cambiar su forma física a cualquier otra forma animal o incluso en formas humanas a voluntad.

En las creencias mesoamericanas, un nahual (también llamado nagual o nawal (del náhuatl: nahualli ‘oculto, escondido, disfraz’) es una especie de brujo o ser sobrenatural que tiene la capacidad de tomar forma animal. El término refiere tanto a la persona que tiene esa capacidad como al animal mismo que hace las veces de su alter ego o animal tutelar.

«Hay entre estos médicos tan grandes hechiceros, que dicen que (...) Déstos, por arte del demonio, que de otra arte no puede ser, se vuelven muchos en figuras de diversos animales, como de tigre ó león, es así que, dando una cuchillada á un león que entró entre unos indios á llevar un muchacho, otro día, el español que le hirió, halló un indio que era el hechicero, herido en la misma parte donde había herido al león. Esto afirman muchos españoles haberlo visto: cada uno crea lo que le paresciere, que el demonio muchos engaños puede hacer.»
Francisco Cervantes de Salazar

El concepto se expresa en diferentes lenguas nativas, con diferentes significados y contextos. Más comúnmente, entre los grupos indígenas se denomina nahualismo a la práctica o capacidad de algunas personas para transformarse en animales, elementos de la naturaleza o realizar actos de brujería.
En maya, el concepto se expresa bajo la palabra chulel, que se entiende precisamente como “espíritu”; la palabra deriva de la raíz chul, que significa “divino”.
De acuerdo con algunas tradiciones, se dice que cada persona, al momento de nacer, tiene ya el espíritu de un animal, que se encarga de protegerlo y guiarlo. Estos espíritus usualmente se manifiestan sólo como una imagen que aconseja en sueños o con cierta afinidad al animal que tomó a la persona como su protegida. Una mujer cuyo nahual fuese un cenzontle tendrá una voz privilegiada para el canto, pero no todos tienen un contacto tan leve: se cree que los brujos y chamanes del centro de Mesoamérica pueden crear un vínculo muy cercano con sus nahuales, lo que les da una serie de ventajas que ellos saben aprovechar, la visión del gavilán, el olfato del lobo o el oído del ocelote pasan a ser herramientas de estos videntes e incluso se afirma que algunos, más preparados, pueden adquirir incluso la forma de sus nahuales (véase teriantropía) y utilizar esta habilidad de diversas formas, no todas ellas bienintencionadas, según la tradición y la cultura popular.

## Etimología
La palabra «nahual» proviene del término «nahualli», cuyo origen es discutido y su significación polisémica, al punto que ya desde el siglo XVI, autores como Hernando Ruiz de Alarcón o Jacinto de la Serna propusieron diversas posibles etimologías para el término. Entre las diversas teorías que se han propuesto sobre su origen se encuentran:
- Como proveniente del verbo «nahualtía», que significa «esconderse, ocultarse», al que Ruiz de Alarcón traduce también como «disfrazarse» o «rebozarse», esto es, cubrirse con un rebozo. Sin embargo, Alfredo López Austin se opone a esta interpretación.[9][10]

- Con origen en el verbo «nahuali / nahuala», que evoca la idea de «engañar, disimular».[11] Las construcciones con este verbo se encuentran relacionadas con la astucia y la sorpresa, aunque se ha opuesto la hipótesis de que en todo caso denotan la idea de actuar o hacer las cosas la manera de un nagual, lo que la hace una etimología circular.[12]

- Con origen en alguno de los verbos con la raíz «nāhua-», relacionados con la acción del habla: «nahuati», hablar fuerte; «nahuatia», hablar con imperio, mandar; «nahualtia», dirigirse a alguien.[13]

- Ángel María Garibay propuso un posible origen en la palabra «nahui», que designa al número cuatro, relacionándola con la palabra castellana «cuatrero» o con la idea de que el nahual tendría una "cuádruple personalidad".[11]

- Daniel Brinton propuso en 1894 que la palabra nahual era un préstamo lingüístico del idioma zapoteco, teniendo su origen en la raíz «na-», que en el zapoteco significa «saber, conocer», relacionándolo así con la idea de un saber místico o mágico.[14]

## Significado
Debido a la oscuridad del término, su amplia difusión en las culturas mesoamericanas y la diversidad en las informaciones sobre el nagualismo, no existe una significación única del término «nahual», si bien existen ciertas coincidencias entre varias cosmovisiones que hacen pensar en un trasfondo común para la diversidad de interpretaciones.

### Nahual como brujo
La acepción más generalizada del nahualismo, apoyada en las interpretaciones más tempranas realizadas por los conquistadores españoles, da al nahual el significado de la persona que a través de artes mágicas o divinas posee la capacidad de transformar su cuerpo en el de un animal, objeto, fuego o un fenómeno meteorológico, tal como un rayo o nube. Ya Alonso de Molina en su Vocabulario en lengua castellana y mexicana de 1571, consignaba el significado de «brujo», «hechicero» o «nigromante» para el término «naualli». Según lo define Lucille Kaplan:

«Nagual es usado en el sentido original del concepto de brujo transformador, esto es, el uso temporal de un animal u otra forma para realizar brujería o un fin dañino.»

A partir de las investigaciones de Foster, los antropólogos modernos aceptan la teoría de que el sentido original del nahual es la de brujo transformador y parece corroborada con el registro etnológico de las creencias de los indígenas contemporáneos del centro y sur de México, especialmente, al haberse hecho la diferencia entre el concepto de nahual y tonal.
Si bien existen registros, como el contenido en el Códice Florentino de Bernardino de Sahagún, de que los nahuales podían aplicar sus artes al bien o al mal, la visión del nahual como un ser malévolo parece estar más extendida tanto en la antigüedad como en las creencias de los indígenas modernos.

### Nahual como animal tutelar o espíritu guardián
También se ha explicado el nagualismo como la conexión espiritual entre una persona y su animal tutelar, que es concebido como un alter ego de la persona cuyos destinos están ligados, indefectiblemente, uno del otro. Así, los males que aquejan a uno son sufridos por el otro, ya sea corporalmente o espiritualmente. De ahí la extendida creencia y las múltiples narraciones de las muertes sufridas por personas al momento que su animal-nahual es muerto.
Se ha propuesto la teoría de que esta acepción del término nahual se debe a una confusión tanto en la literatura antropológica como en las cosmovisiones de los indígenas modernos entre las creencias del nahualismo y el tonalismo, siendo este última a la que verdaderamente correspondería ser, originalmente, el vínculo entre el hombre y su animal guardián.

### Nahual como entidad anímica
Alfredo López Austin, lanzó la hipótesis de que el nahualli, además de significar al brujo o entidad transformadora, definía también la capacidad para realizar esa transformación, radicada en una de las tres entidades anímicas que los nahuas reconocían dentro del cuerpo humano: tonalli, teyolía e ihiyotl, determinando a esta última como la fuente donde —según el pensamiento indígena— radicaba el poder que permitía la transformación y podía usarse para infligir daño espiritual a otras personas. Tal capacidad se adquiría por herencia, por determinación del signo calendárico en el que se naciera o por la realización de ciertos rituales.

### Otras interpretaciones

#### Nahualismo como sociedad secreta
Daniel Brinton, en los últimos años del siglo XIX, siguiendo las ideas de Brasseur de Bourborg, lanzó la hipótesis de que los nahuales en su conjunto constitutían una «poderosa organización secreta», conformada por personas provenientes de diversas culturas y lenguas, «enlazadas por ritos místicos, poderes necrománticos y doctrinas ocultas», cuyo fin era oponerse al gobierno y religión de los conquistadores españoles, de ahí que, según él, podía encontrarse a nahuales encabezando la mayor parte de las revueltas indígenas de México durante el periodo de la conquista y la época colonial en México y Guatemala. No obstante, Brinton no desechaba las relaciones del nahualismo con aquellas del animal tutelar y las personas con supuestos poderes sobrenaturales.
Sin embargo, esta teoría ha sido desechada por investigadores posteriores como Foster y López Austin, señalando que Brinton mezcló diversas tradiciones, expresiones religiosas y folclore, para introducirlas todas dentro de la categoría del nahualismo y que, además, en su época no había áun suficiente información sobre la diferencia entre nahualismo y tonalismo.

## Historia
Brinton, ofrece como la referencia más temprana en español del término “nagual” el uso que de él hace Antonio de Herrera en su obra Historia general de las Indias Occidentales del año 1622, que, sin embargo, informa sobre la década de 1530 en la provincia de Cerquín en Honduras:

«[...] muchos años duraron estas supersticiones: el demonio los engañaba, y aparecia como leon, tigre o coyote, porque de estos animales, de rapiña, hay muchos en esta provincia: a estos llamaban nahuales, que era como decir guardadores, o compañeros; y cuando moría el pájaro, también moría el Indio que estaba con él. Esto se vio muchas veces, y tenía por cosa verdadera [...] era manera que les parecia que él que no tenia nahual, no podia ser rico [...].» (sic)
Historia general de las Indias Ocidentales. Década IV, Libro VIII, Capítulo IV.

En México y referido al contexto azteca, la referencia más antigua se encuentra en la obra de Bernardino de Sahagún, Historia general de las cosas de Nueva España, escrita entre 1540 y 1585, en donde al enumerarse los distintos oficios de los aztecas se equipara al nahual con el brujo pero se le atribuye tanto la capacidad de obrar en perjuicio como en beneficio de las personas:

«El naualli propiamente se llama brujo, que de noche espanta a los hombres y chupa a los niños. El que es curioso de este oficio bien se le entiende cualquier cosa de hechizos, y para usar de ellos es agudo y astuto; aprovecha y no daña. 

 El que es maléfico y pestífero de este oficio hace daño a los cuerpos con los dichos hechizos, y saca de juicio y ahoga; es embaidor o encantador.»
Historia general de las cosas de la Nueva España. Libro X, Capítulo IX.

## Descripción
En México, se les ha dado el nombre de nahuales a los brujos que pueden cambiar de forma. Sin embargo, se cree que el contacto con sus nahuales es también común entre los chamanes que buscan el beneficio para su comunidad, aunque no se valen de la capacidad de transformación; para estos, el nahual es una forma de introspección que le permite a quien lo practica tener un estrecho contacto con el mundo espiritual, gracias a lo cual encuentra con facilidad soluciones a muchos de los problemas que afligen a los que buscan su consejo.
Desde la época prehispánica se atribuye a los dioses de las culturas maya, tolteca y mexica, entre otras, la facultad de tomar la forma de un animal (nahual) para interactuar con los humanos. Cada deidad solía tomar una forma o dos; por ejemplo, el nahual de Tezcatlipoca era el jaguar, aunque usaba indistintamente la forma de coyote, y la de Huitzilopochtli era un colibrí. Según tradiciones de Michoacán, los nahuales en ocasiones se transforman en elementos de la naturaleza, y en ocasiones son confundidos con los graniceros, aunque hay referencias similares en diversas culturas que se prestan a confusión, y es probable que sea una amalgama de otras culturas donde el cambio de forma es a elementos de la naturaleza y no a animales.

### Geografía
El chamanismo es un movimiento espiritual de alcance amplio, enfocado a culturas atrasadas tecnológicamente,[cita requerida] mientras que el nagualismo está enfocado a México,[cita requerida] y es conocido sobre todo por los libros de Carlos Castaneda[cita requerida]. Al principio del libro El arte de ensoñar, Castaneda aclara que la materia de los libros que escribe, es decir, el material que maneja, no es literalmente chamanismo. Los principales exponentes del estudio del chamanismo (Vitebsky, Mircea Eliade, Halifax y Wasson) explican claramente que el nahualismo es un fenómeno particular de México, mientras que el chamanismo es propio de civilizaciones más rudimentarias. El chamanismo es un fenómeno ampliamente conocido, y entre sus principales exponentes están los chamanes siberianos, paviotso, bantúes y afroamericanos.

### Quetzalcóatl y Tezcatlipoca
Como se ha dicho antes, la influencia de los dioses en el mundo prehispánico era ejercida muchas veces en una forma animal que ponía a prueba a los viajeros. La mayor parte de estas historias están relacionadas con Tezcatlipoca en forma de coyote. Erróneamente se ha ligado a Quetzalcóatl, aunque este es conocido en su faceta de hombre o rey gobernante, más que con una forma animal, acorde con el nombre de «serpiente emplumada» que lo identifica, sin implicar trato con los humanos bajo esa forma. El coyote es, a su vez y según Laurette Séjourné, la forma que toma Quetzalcóatl en su recorrido subterráneo.

## Mitología maya
Entre los principales conceptos de la cosmovisión maya de los mayas guatemaltecos, está la relación entre la naturaleza, el ser humano y el cosmos, así como la concepción del tiempo cíclico, que fue medido a través de varios sistemas calendáricos. Al haber vivido en profundo contacto con la naturaleza, los pueblos mayas han desarrollado una cosmovisión que les permite concebir la tierra como una madre que provee a los seres humanos sus satisfactores. Son cuatro B’akab’s, seres cósmicos puestos por el Ajaw –ser superior-, seleccionados entre los 20 nawales del calendario ritual para sostener el mundo de forma alterna. Los colores de las representaciones cromáticas del universo cósmico de los mayas se representan de la siguiente forma: el rojo hace reminiscencia a la salida del Sol; el negro, donde se oculta; el blanco, donde proviene el aire, y el amarillo, donde culmina la dirección del aire –la región del otoño-, y en el centro el verde y amarillo, que representan el Uk’ux Kaj- Uk’ux Ulew (Corazón del Cielo- Corazón de la Tierra). En 2012 se cierra un período de tiempo de 400 años: un B’aktun concluye. Esta fecha es doblemente significativa, pues cierra un periodo de trece B’aktunes, lo cual suma 5,200 años. Marca, entonces, el fin e inicio de una era maya.

### Cosmovisión maya de los pueblos originarios de Guatemala
Según la cosmovisión maya, el día del nacimiento de cada individuo trae fuerzas o efectos que le permiten llevar a cabo su misión, con la protección e intervención de su nahual. El vocablo nahual se utiliza con frecuencia para hablar sobre el aspecto sagrado de todo lo que existe. No se restringe a los humanos; es una fuerza inherente a fenómenos geográficos (cuevas, montañas), fenómenos físicos (frío, fuego) y a todos los objetos que tienen una función indispensable en la vida humana (la casa, el techo). El protector o dueño de una laguna, lago o cerro, por ejemplo, puede representarse como una gran serpiente u otros seres. En la cosmovisión maya, el calendario Cholq'ij está compuesto por 20 nahuales o signos de los días de los 13 meses del año: B'atz', E, Aj, I'x, Tz'ikin, Ajmaq, No'j, Tijax, Kawoq, Ajpu, Imox, Iq', Aq'ab'al, K'at, Kan, Kame, Kej, Q'anil, Toj, Tz'i' En el cuadrante o cruz maya se identifican, cuando menos, cinco nahuales: Ruk'u'x Tz'ukirem, Ruk'u'x Xamalil, Ruk'u'x Alaxb'äl, Ruk'u'x Patän Samäj y Ruk'u'x Ruchuq'a' K'aslemäl -idioma maya kaqchikel.
El nawal, nahual o rajawal es la fuerza o espíritu que acompaña a las personas, animales y cada elemento de la naturaleza, de acuerdo con la cosmovisión maya. Se puede representar a través de un animal, una flor, un ave o un elemento como el Sol, la Tierra, el agua, el aire, etcétera. La palabra nahual es equivalente al Ruwäch q'ij, del maya kaqchikel de Guatemala, la cual designa al protector o cuidador que acompaña a cada elemento de la naturaleza.

### El nahual en los mayas de México
En sureste de México, principalmente en la península de Yucatán, son conocidos como los Uay (que se traduce literalmente como 'brujo'). Son, de acuerdo a las creencias mayas, brujos que pueden transformarse en animales. Uno de los más conocidos son el Huay chivo y el Uay Peek.

## Mitología tolteca
Carlos Castaneda se refiere a los toltecas como relacionados con el nagualismo. Sin embargo, los toltecas históricos desaparecieron antes de la llegada de los españoles, y las referencias importantes de Laurette Séjourné así como los libros de Miguel León-Portilla sobre toltequidad, no hablan del nahual, por lo que es probable que la relación entre toltequidad y nahualismo sea inexistente o dudosa ya que carlos castaneda tiene fuentes que nunca pudo comprobar("como un indio yaqui de sonora"[don juan]). Es decir, los toltecas presentados por los escritores Miguel Ruiz y Carlos Castaneda presentan una asociación no probada entre toltecas y los nahuales, con fines probablemente comerciales. Debe tenerse cuidado entre los hechos probados de la cultura tolteca y las afirmaciones new age que no son verificables desde el punto de vista antropológico. Debe considerarse que los toltecas históricos no tienen representantes vivos, y que es posible una confusión de mala fe o por accidente entre los toltecas históricos y los neotoltecas. Considerando las alteraciones y citas falsas que han sucedido desde la muerte de Carlos Castaneda, debe tomarse en cuenta que citas sin vínculos en línea a códices o textos extraños pueden estar alterados. Según los grupos new age, se conservan varias definiciones indígenas, que posiblemente tenía un contenido espiritual. Las principales son las siguientes afirmaciones, referidas posiblemente a Tlamatini como una acepción filosófica; se empleaba el término Nahualli para describir aquella totalidad de la cual proceden todos los Tonalli (tonales) o seres particulares, tal como vemos en la siguiente cita: «Yohualli ehēcatl nahualli totecuhyo» (Códice Florentino, libro VI, metáfora 70), que literalmente significa «nuestro señor nagual "viento y tinieblas"»; la expresión «viento y tinieblas» es un difraísmo típico de la paremiología náhuatl que significa «intangible», y esto se asocia más a Tezcatlipoca.
- Nahualli era el nombre de los sabios en general, como se nota en los términos Nahua, «entendimiento»; Nahualli, «aquel que profundiza o penetra en las cosas»; Nahuatilli, «legislar», «investigar», «conocer», y Nahuatl, «comprensible», nombre propio de la lengua.

- En un sentido peyorativo, era el título que se daba a los brujos.

«Este género de brujos nahuales son diferentes de las brujas de España. He oído muchos casos exquisitos y fuera de lo que se sabe de otras naciones y gentes acostumbradas a tener pacto con el demonio».
Alarcón, Tratado de las idolatrías.

### Ortografía
Debido a las raíces prehispánicas, suele utilizarse el término nahualismo escrito con h, derivados de las raíces etimológicas. La ortografía nagualismo se usa en relación con los escritos de Carlos Castaneda, que popularizó el término, por lo que ambos se han vuelto de uso frecuente. Sin embargo, los escritos gubernamentales o de dependencias oficiales del INAH usan el término con h (por ejemplo, en las placas descriptivas de los adornos de jade de la tumba siete de Monte Albán), por lo que debe considerarse este tema en trabajos académicos. En Guatemala el concepto es utilizado por varios pueblos mayas, en donde se escribe nawal, considerando la forma maya de pronunciar este concepto, pero también es usado por varios movimientos New Age. Sin embargo, si se toma en cuenta la ortografía colonial usada para el náhuatl clásico, como por ejemplo la que usó Alonso de Molina en su diccionario, los fonemas /k, w, kʷ/ no se representan usando <k> o <w>, sino que se escriben usando una ortografía basada en el español: <c, qu, cu/uc>. La mayor parte de documentos oficiales o publicaciones con aval antropológico usan la ortografía clásica.